# Вулиця Петра Дорошенка (Мелітополь)
Вулиця Петра Дорошенка (1924—1929 рр. — Брянська, 1929—2016 р. — Горького) — вулиця в Мелітополі. Починається невеликою 250-метровою ділянкою між вулицями Ломоносова та Гетьмана Сагайдачного, після чого упирається у промислові території. Вулиця Петра Дорошенка продовжується знову за Інтеркультурною вулицею, перетинає вулиці Університетську, Гетьманську, Героїв України, Ярослава Мудрого, Григорія Чухрая і закінчується перехрестям з вулицями Івана Алексєєва та Шмідта.
Вулиця виникла у передмісті Новий Мелітополь, і вперше згадується у 1924 році під назвою Брянська. (Село Новий Мелітополь, на відміну від однойменного історичного району сучасного Мелітополя, не обмежувалося залізницею, а майже досягало нинішнього проспекту Богдана Хмельницького.) Разом з Новим Мелітополем вулиця була включена до складу міста, і 17 червня 1929 року перейменована на честь Максима Горького. Можливо, на час німецької окупації вулиці було тимчасово повернуто назву Брянська. 2016 року вулицю перейменували на честь Петра Дорошенка — гетьмана правобережної України у 1665—1676 роках. 7 квітня 2023 року, під час Російського вторгнення в Україну, російська окупаційна влада Мелітополя видала наказ про повернення вулиці імені Горького.

## Будівлі та споруди
- № 1. У будівлі був розташований дитячий садок. 2003 року за пільговою ціною 1 гривня на рік будівля була орендована Навчально-консультаційним пунктом Харківського національного університету внутрішніх справ. У 2010 році навчально-консультаційний пункт переїхав до іншої будівлі, на Інтеркультурну вулицю[5].
- № 38. Школа № 11.
- Дитяча музична школа № 1 (юридична адреса — вул. Гетьманська, 135).
- Територія Кіровського ринку.
- № 53/1. Храм преподобного Серафима Саровського .
- № 92. Дитячий садок № 30 «Світлячок»[6].

## Галерея
|                                                          | |                                 |                                                         |
| ділянка між вул. Ломоносова тавул. Гетьмана Сагайдачного | будівля заочного відділення Харківського національного університету внутрішніх справ (у минулому — дитячий садок) | зупинка, що не використовується | ділянка між Інтеркультурною вул. та вул. Героїв України |
|                                                          | |                                 |                                                         |
| храм преподобного Серафима Саровського                   | школа № 11 | біля вул. Героїв України        | початок від вул. Шмідта                                 |